# Jan Suzdalský
Svatý Jan Suzdalský († 15. října 1373, Bogoljubský klášter) byl ruský pravoslavný kněz, biskup suzdalský a nižegorodský.

## Život
Existuje jen málo informací o jeho životě. Víme že žil ve 14. století.
Roku 1350 byl vysvěcen na biskupa konstantinopolským patriarchou, a to na žádost knížete Konstantina Vasiljeviče.
Svatý Jan je známý pro svou lásku k chudým a nemocným. Pro chudé prosil knížete aby snížil daně a pro nemocné zařídil almužny a nemocnice. Snažil se o christianizaci národa Mordvinců. Jednou podle dochovaných pramenů uviděl suzdalský kníže Boris Konstantinovič při božské liturgii anděla který sestoupil ke svatému Janu.
Po sloučení suzdalské eparchie do moskevské metropolie odešel Jan do Bogoljubského monastýru, kde 15. října 1373 zemřel. Jeho ostatky od roku 1998 leží v chrámu ikony Matky Boží Kazaňské v Suzdalu.